# Nógrádi János
Nógrádi János, Nógrády G., született: Góth (Szarvasgede, 1853. május 8. – Trencsén, 1901. február 17.) színész, operaénekes (tenor).

## Pályafutása
Apja Góth Ágoston (Gusztáv), a nagyváradi káptalan gazdatisztje (meghalt 1895. október havában, 76 éves korában), édesanyja Tarcsányi Zsuzsanna. 1881. október 1-én lépett a színipályára, Csóka Sándornál Szabadkán, ahol 1884-ig szerepelt. 1887. november 7-én Szabadkán, a Szent Teréz-templomban nőül vette Bodrogi Karolina naivát, Bodrogi Dénes és Pavlon Lina leányát (született 1863-ban, színipályára lépett 1882-ben; nyugalomba ment 1913. január 1-jén.) 1895–96 telén felesége nevén megpróbálkozott az igazgatással is, de nem járt kiemelkedő sikerrel. Utoljára 1900 őszén, Monori Sándornál állt szerződésben.

## Fontosabb szerepei
- Kósza Gyula (Csepreghy F.: Titilla hadnagy)
- St. Remy marquis (Bokor I.: A kis alamuszi)

## Működési adatai
1884–85: Tóth Béla; 1885–86: Jáni János, majd Begyó Alajos; 1886–87: Somogyi János; 1887–88: Nagy Viktor; 1888–91: Halmai Imre; 1891 és 1894: Rakodczay Pál; 1892–93: Polgár Károly; 1893–94: Kunhegyi, Pesti I. Lajos; 1896–97: Kunhegyi; 1989–99: Fekete Béla; 1899: Havy Lajos; 1899–1900: Szabadhegyi; 1900: Fekete Miksa; 1900: Monori Sándor.